# Saranthe ustulata
Saranthe ustulata là một loài thực vật có hoa trong họ Marantaceae. Loài này được Petersen miêu tả khoa học đầu tiên năm 1890.